# Suhaimi Matyadam
Suhaimi Matyadam (thailändisch ซูไฮมี หมัดยาดำ, * 24. April 1995), auch als Mi bekannt, ist ein thailändischer Fußballspieler.

## Karriere
Suhaimi Matyadam spielte bis 2019 beim unterklassigen Bangmod FC. 2020 wechselte er zum Navy FC. Der Verein aus Sattahip spielte in der zweiten thailändischen Liga, der Thai League 2. Sein Zweitligadebüt für die Navy gab er am 27. Februar 2021 im Auswärtsspiel beim Sisaket FC. Hier wurde er in der 64. Minute für Nittikorn Pengsawat eingewechselt. Am Ende der Saison 2021/22 musste er mit der Navy als Tabellenletzter in die dritte Liga absteigen. Nach insgesamt 35 Ligaspielen wurde sein Vertrag im Sommer 2024 nicht verlängert.